# Поса, Натали
Натали Поса Мопен (исп. Nathalie Poza Maupain; род. 7 марта 1972, Мадрид, Испания) — испанская актриса, лауреат национальной кинопремии «Гойя» в номинации «Лучшая женская роль» (2018).

## Биография
Натали Поса родилась в Мадриде в смешанной семье (папа — испанец, мама — француженка). Натали училась в университете Комплутенсе и окончила школу актёрского мастерства Кристины Рота (1996). В 1997 году она присоединилась к театральной труппе Animalario и параллельно начала сниматься в ТВ-сериалах во второстепенных и эпизодических ролях. Дебютом в кино для Натали стала роль в комедии «Другая сторона постели» Эмилио Мартинеса-Ласаро (2002).
В следующем году Поса снялась в фильмах «Слабость большевика» и «Дни футбола». Роль в комедии о футболистах-любителях принесла ей номинацию на премию «Гойя» лучшей новой актрисе (выиграла Мария Вальверде, «Слабость большевика»).
С начала 2010-х годов Поса снимается в популярных исторических сериалах испанского телевидения — «Римская Испания, легенда», «Империя», «Карлос, король и император», «Собор у моря» (по роману Ильдефонсо Фальконеса). В сериале «Карлос, король и император» Натали исполнила роль супруги Фердинанда Арагонского Жермены де Фуа.
На 32-й церемонии вручения премии «Гойя» Натали с четвёртой попытки оказалась в числе лауреатов, одержав победу в категории «Лучшая актриса». Успех ей принесла главная роль в драме режиссёра-дебютанта Лино Эскалеры «Не умею говорить „прощай“». В голосовании академиков Натали Поса опередила Марибель Верду, Эмили Мортимер и Пенелопу Крус.

## Фильмография

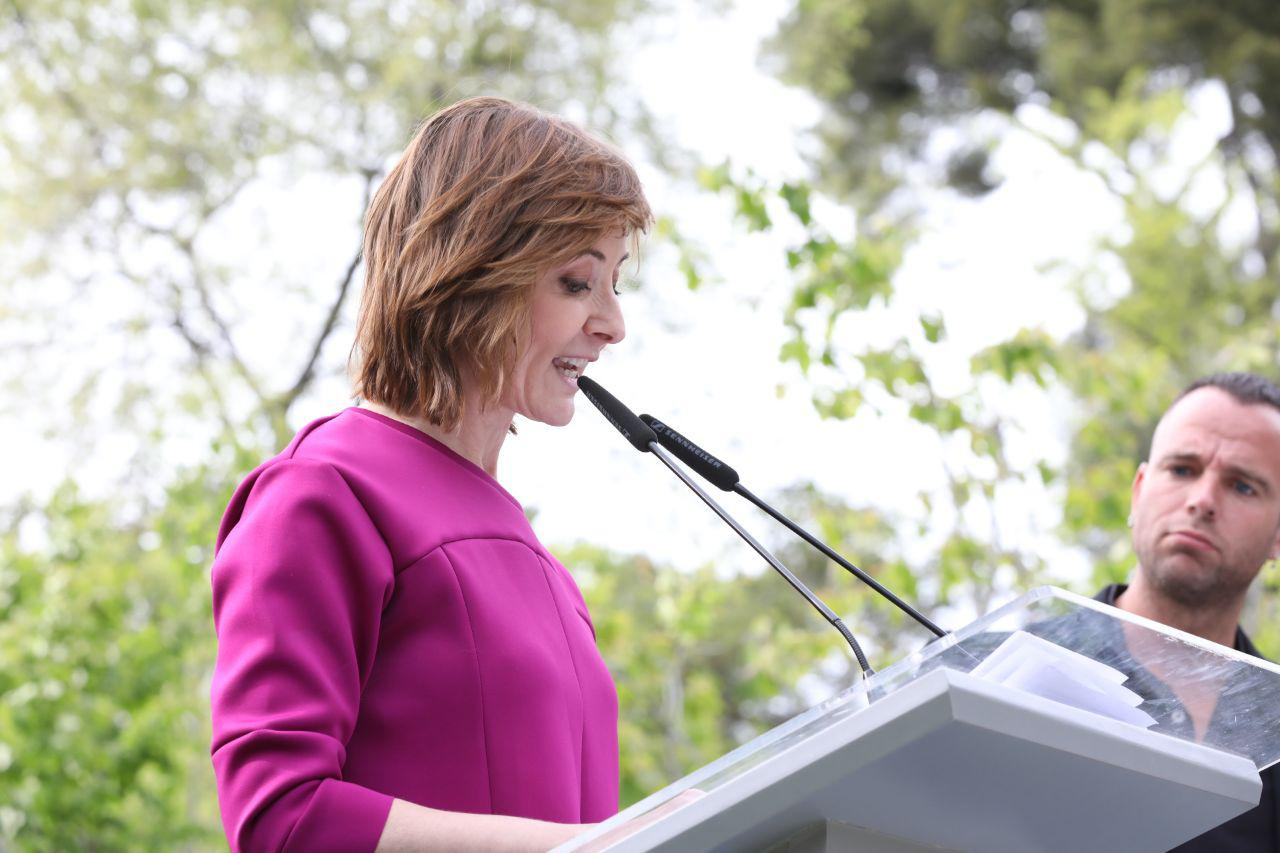
Натали Поса читает отрывок романа Бенито Переса Гальдоса «19 марта и 2 мая» во время празднования 175-летия автора (Мадрид, 2018)

### Кино
- 2002 — Другая сторона постели / El otro lado de la cama
- 2003 — Утопия / Utopía
- 2003 — Дни футбола / Días de fútbol
- 2003 — Слабость большевика / La flaqueza del bolchevique
- 2005 — Плохие времена / Malas temporadas
- 2007 — Дни кино / Días de cine
- 2007 — Судью на мыло / Salir pitando
- 2009 — Хороший человек / Un buen hombre
- 2011 — Тёмный импульс / Lo mejor de Eva
- 2011 — Цвет океана / Die Farbe des Ozeans
- 2013 — Все женщины / Todas las mujeres
- 2015 — Трумэн / Truman
- 2016 — Джульетта / Julieta
- 2017 — Не умею говорить «прощай» / No sé decir adiós
- 2018 — Титан / El titán
- 2019 — Пока идёт война / Mientras dure la guerra
- 2020 — Свадьба Розы / La boda de Rosa
- 2020 — Фестиваль Рифкина / Rifkin’s Festival

### Сериалы
- 1997–1998 — Больше, чем друзья / Más que amigos
- 1999 — Комиссар / El comisario
- 2005 — Личные мотивы / Motivos personales
- 2008 — Закон / LEX
- 2010 — Принцесса Эболи (мини-сериал) / La princesa de Éboli
- 2010–2012 — Римская Испания, легенда / Hispania, la leyenda
- 2012 — Империя / Imperium
- 2015–2016 — Карлос, король и император / Carlos, Rey Emperador
- 2018 — Собор у моря / La catedral del mar
- 2020 — Харон / Caronte
- 2020-2023 —  Подразделение / La Unidad
- 2021 — Истории, которые не дадут заснуть / Historias para no dormir

## Награды и номинации
Полный список наград и номинаций на сайте IMDb.
| Год  | Награда | Номинация                         | Фильм/Сериал           | Результат  |
| ---- | ------- | --------------------------------- | ---------------------- | ---------- |
| 2004 | Гойя    | Лучшая актриса-дебютант           | Дни футбола            | Номинация  |
| 2006 | Гойя    | Лучшая женская роль               | Плохие времена         | Номинация  |
| 2014 | Гойя    | Лучшая женская роль второго плана | Все женщины            | Номинация  |
| 2018 | Гойя    | Лучшая женская роль               | Не могу сказать прощай | Победитель |
| 2020 | Гойя    | Лучшая женская роль второго плана | Пока идет война        | Номинация  |
| 2021 | Гойя    | Лучшая женская роль второго плана | Свадьба Розы           | Победитель |